# Javier Lozano Chavira
Javier Lozano Chavira (Monterrey, 9 febbraio 1971) è un ex calciatore messicano, di ruolo centrocampista.